# Соктахан
Соктаха́н — горный хребет, расположенный на Дальнем Востоке России, в Амурской области, часть горной цепи Янкан — Тукурингра — Соктахан — Джагды. С эвенкийского языка название хребта переводится как «отрог», «веточка».
Находится на территории Зейского района Амурской области. Протянулся от левого берега реки Зея на западе до Депско-Огоронской котловины на востоке. Высшая точка — гора Бекельдеуль. На северных склонах хребта расположен исток Темны.
Между хребтами Тукурингра и Соктахан построена Зейская ГЭС